# Chedabucto Bay
Chedabucto Bay är en vik i Kanada.   Den ligger i provinsen Nova Scotia, i den östra delen av landet, 1 100 km öster om huvudstaden Ottawa.